# 錐體束
锥体束（pyramidal tract）是自大脑皮质发出的下行运动传导纤维束，因路径经过延髓锥体而得名，其功能主要为控制骨骼肌随意运动。锥体束包括皮质脊髓束（止于脊髓前角运动神经元的纤维），以及皮质延髓束（止于脑神经运动核的纤维）。
錐狀束虽由大脑皮质锥状细胞（pyramidal cell）发出的轴突组成，但這并非其名稱的由來；其命名是源自於皮質脊髓束集結所形成的椎体形狀（金字塔形）。
锥体束受损可出现上下肢痉挛性瘫痪、肌张力增高、腱反射亢进和病理征阳性。

## 构造

### 皮質脊髓束
皮質脊髓束（corticospinal tract）又稱皮層脊髓束、皮質脊髓路徑、皮質脊髓徑。
皮質脊髓束大部份由運動神經之軸突組成。包括皮质脊髓前束和皮质脊髓侧束，皮质脊髓前束控制躯干和四肢近端肌肉，参与维持姿势和粗略运动，皮质脊髓侧束控制四肢远端肌肉，参与精细的、技巧性的运动。這些束狀路徑解釋了為何身體大部分的同側功能是由相反側之腦部所掌管。

### 皮質延髓束
皮質延髓束（corticobulbar tract）又称皮質延髓徑、皮质核束（corticonuclear tract）、皮质脑干束。
皮質延髓束也被認為是錐狀束（徑）中的一種。皮質延髓束徑處理腦神經核通往運動神經的訊號，而非脊髓通往運動神經的部份。

## 附圖

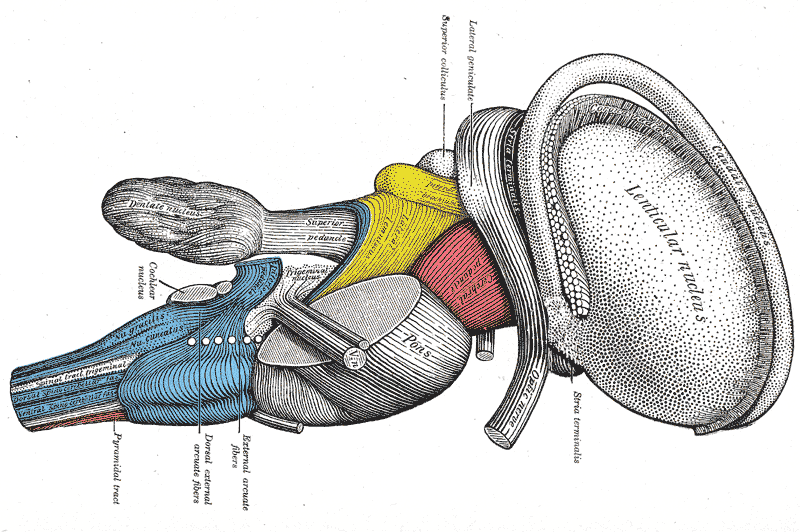
Dissection of brain-stem. Lateral view.
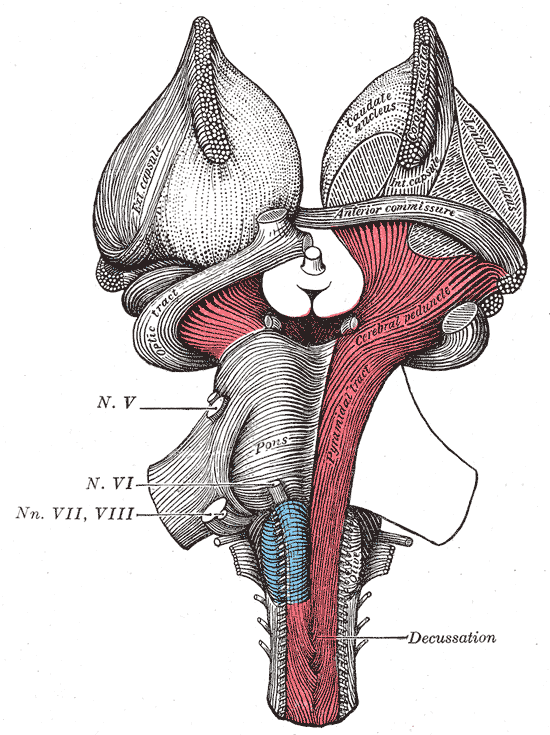
Superficial dissection of brain-stem. Ventral view.
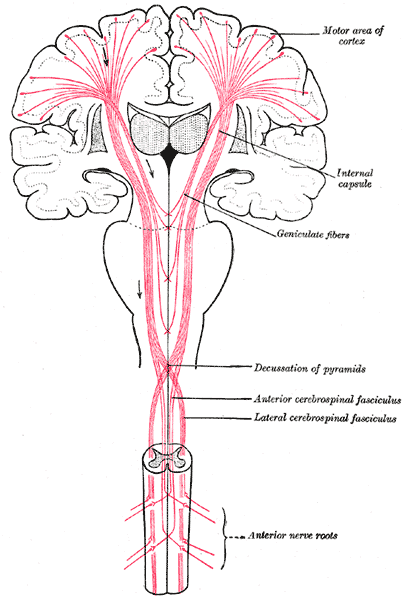
The motor tract.